# Незавершений портрет
«Незавершений портрет» (англ. Unfinished Portrait) — напівавтобіографічний роман англійської письменниці Агати Крісті, написаний в 1934-му і опублікований під псевдонімом Мері Вестмакотт (англ. Mary Westmacott) у тому ж році видавництвом «William Collins & Sons».

## Сюжет
Головна героїня роману, молода жінка Селія, важко переживає розлучення. Вона усамітнюється на екзотичному острові й подумує про здійснення самогубства. Від фатального кроку її рятує молодий портретист Ларрабі. У своєму номері протягом ночі, що залишилася, Селія розповідає йому історію свого життя. Вона починає з дитинства, коли була соромливою й нетовариською дівчинкою, навчалася музиці й співу й стала непоганою піаністкою. Подорослішавши, вона знайомиться з багатьма чоловіками, які закохуються в неї, але своєї любові вона знайти не може. Потім шлюб, що здається спочатку вдалим, але в підсумку кінчається розлученням. Розповідаючи про себе й свої страхи, Селія розуміє, що можливо Ларрабі і є той єдиний, котрого вона так давно чекає.
1. ↑  (unspecified title) — ISBN 1-903047-77-3